# アントニオ・ベルターリ

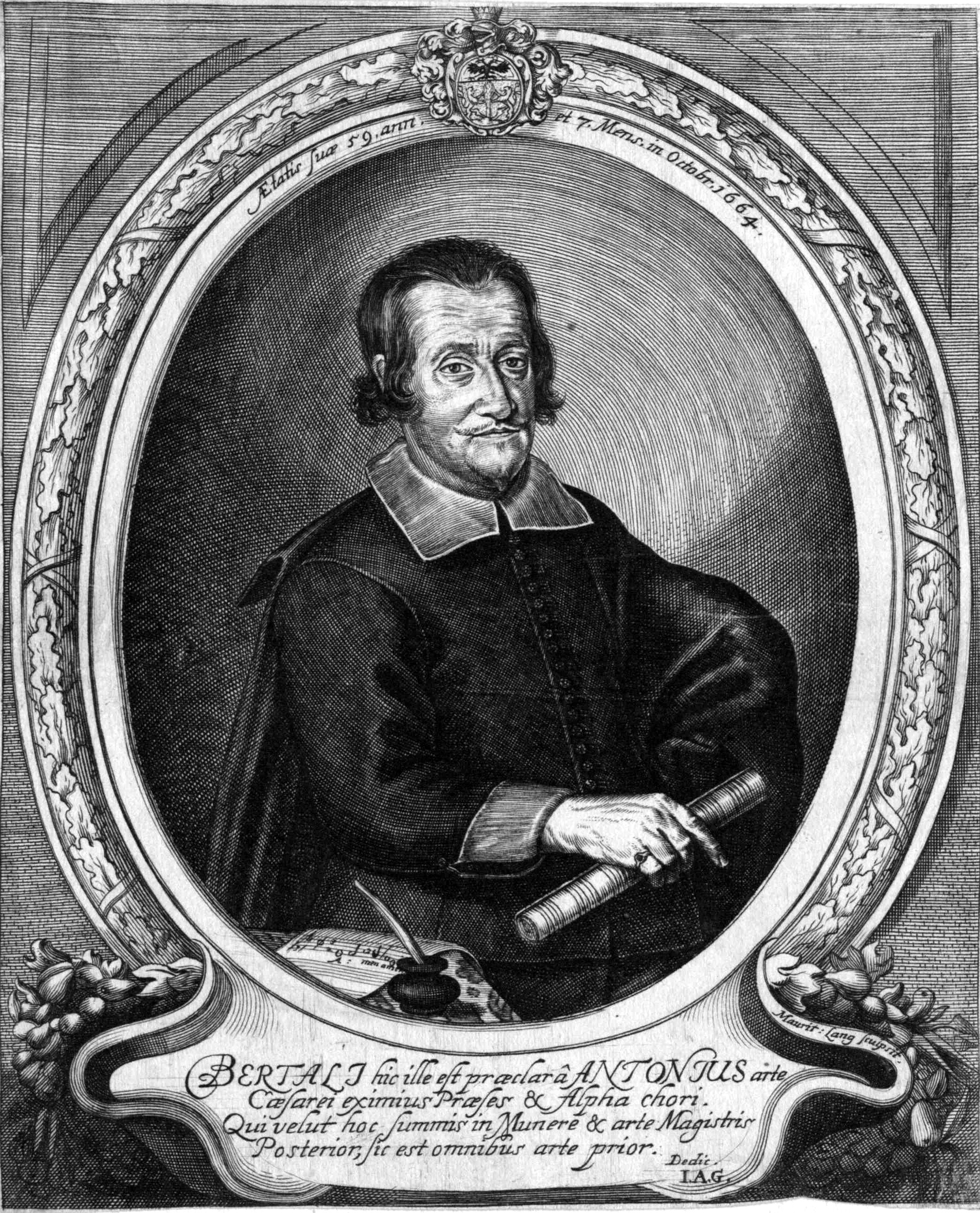
アントニオ・ベルターリ

アントニオ・ベルターリ（Antonio Bertali, *1605年5月 ヴェローナ - †1669年4月17日 ウィーン）は、オーストリアで活躍したバロック音楽のイタリア人作曲家、ヴァイオリニスト。

## 生涯
郷里の大聖堂で音楽教育を受ける。1622年よりカール・ヨーゼフ大公に伺候。1624年にウィーンで神聖ローマ帝国の宮廷に仕え、1649年にフェルディナント3世のもと、宮廷楽長ジョヴァンニ・ヴァレンティーニの後任楽長に就任。
ベルターリは北イタリアの作曲様式を採り、歌劇やオラトリオのほか器楽曲を残し、自作のオペラによって、ウィーンにおけるイタリア・オペラの伝統の強化に貢献した。

## 作品
ベルターリの全作品のうち約半数が失われているものの、ウィーン国立図書館やクレムスミュンスター修道院資料室に数多くの蔵書があり、ベルターリと同世代のパヴェル・ヨセフ・ヴェイヴァノフスキーの手による筆写譜も伝承されている。

## 主要作品一覧
- 声楽曲
  - 世俗カンタータ
    - カンタータ《スペイン王女 Donna real》（1631年）：神聖ローマ帝国皇太子とスペイン王女の婚礼のための機会音楽

  - 教会カンタータ
  - モテット
  - 世俗カンタータ
  - Missa Ratisbonensis （1636年）
  - Lamento della regina d'Inghilterra
  - Requiem pro Ferdinando II （1637年）
  - 50曲の“入祭文”

- 歌劇
  - L'inganno d'amore （1653年レーゲンスブルク初演）
  - Theti favola dramatica （1656年7月13日ウィーン初演）
  - Il re Gilidoro favola （1659年2月19日ウィーン初演）
  - La magia delusa （1660年6月4日ウィーン初演）
  - Gli amori d'Apollo con Clizia （1661年3月1日ウィーン初演）
  - Il Ciro crescente（《忠実なる羊飼い Il pastor fido》のための3幕の幕間劇、1661年6月14日リュクサンブール城公園にて初演）
  - La Zenobia di Radamisto（1662年11月18日）
  - L'Alcindo （1665年4月20日ウィーン初演）
  - La contesa dell'aria e dell'acqua festa a cavallo （1667年1月24日ウィーン初演）

- 器楽曲
  - レオポルト1世のソナタ Sonata Leopoldus I.
  - 1000グルデンのソナタ Tausend Gülden Sonate
  - ヴァイオリンと通奏低音のための《チャコーナ ハ長調》 Ciaconna in C-Dur